# Tata Tiago
La Tata Tiago è una utilitaria compatta prodotta dalla casa automobilistica indiana Tata Motors a partire dal 2016. 

## Storia
La Tata Tiago nasce come erede della precedente Tata Bolt, che altro non era che un pesante restyling della Tata Indica Vista. Come la Indica Vista anche la Bolt non ha ottenuto il successo sperato e la Tata incominciò a progettare un veicolo completamente nuovo (progetto Kite) di utilitaria con carrozzeria compatta a 5 porte che potesse risollevare le vendite del marchio sul territorio indiano. 
Il pianale di base fu sempre il telaio Tata X1 che adottavano anche le precedenti Indica e Bolt ma venne pesantemente modificato nonché accorciato perché con la nuova vettura si voleva abbassare il prezzo di listino nonché i costi di produzione. Anche i motori erano tutti i nuovi e vennero abbandonati i 1.2 Fire 1.3 Multijet di origine Fiat adottati dai precedenti modelli. Con la Tiago la Tata porta al debutto i Revotron e Revotorq tre cilindri progettati insieme all'austriaca AVL, una famiglia di propulsori modulari destinati ad equipaggiare tutto il basso gamma del costruttore indiano. 
Lunga 3,75 metri, più corta della vecchia Tata Bolt, la carrozzeria possiede 5 porte. Il debutto ufficiale avvenne alla fine del 2015 con il nome di Tata Zica ma venne successivamente cambiato in Tata Tiago a causa del virus Zika che stava infettando numerose popolazioni del Sudafrica e dell'India. Il nome Zica era il diminutivo di "Zippy Car". Dalla Tiago è stata sviluppata anche una variante berlina con portellone denominata Tata Tigor. 
I motori sono il benzina 1,2 litri Revotron tre cilindri 12V che eroga 85 cavalli e 114 Nm di coppia massima combinato con una trasmissione manuale a 5 marce o automatica a 6 marce, il diesel è a 1,05 litri Revotorq tre cilindri a iniezione diretta common rail 12V 70 cavalli erogante 140 Nm di coppia massima, abbinato a un cambio manuale a 5 marce. La Tiago viene prodotta solo con guida a destra e non è prevista l'importazione in Europa.